# Josep d'Alòs i de Ferrer
Josep d'Alòs i de Ferrer   (Barcelona, 1653 - 1720) fou un jurista partidari de Felip V en el conflicte de la Guerra de Successió.

## Biografia
Era el fill del metge Joan d'Alòs i Serradora i pare d'Antoni, Josep Francesc i Manuel d'Alòs i de Rius.
Josep d'Alòs era catedràtic de dret civil a la Universitat de Barcelona. Quan el 1705 va començar la revolta contra Felip V els partidaris de l'arxiduc Carles van saquejar la casa que tenia a Barcelona i varen cremar la que tenia a la llavors vila de Sarrià. Va fugir cap al regne de Castella on Felip V el va fer noble i li encarregà la cancelleria de Valladolid. El 1712 actuava d'assessor de l'estat major de l'exèrcit filipista que envaïa Catalunya, i acabada la guerra fou membre de la Real Junta de Justicia y Gobierno entre 1714 i 1716. Després fou nomenat magistrat de l'Audiència i des d'allí dirigí la reforma del sistema municipal català per imposar el model homogeneïtzador i centralista de la Nova Planta.
Quan Espanya trencà l'aliança amb França, aquesta s'alià amb la Gran Bretanya i els exèrcits d'aquests països entraren altre cop a Catalunya, fent ressorgir el sentiment antiborbònic de la població. Josep d'Alòs va liderar les milícies que reprimiren aquest sentiment, i per això els guerrillers van tornar a cremar altre cop casa seva.